# Karl Klein (Parteifunktionär)
Karl Klein (* 7. Dezember 1886 in Erfurt; † 14. April 1960 ebenda) war ein deutscher Funktionär der Kommunistischen Partei Deutschlands (KPD) und des Freien Deutschen Gewerkschaftsbunds (FDGB) in der frühen Deutschen Demokratischen Republik (DDR).

## Leben
Klein, Sohn eines Erfurter Schuharbeiters, erlernte nach dem Abschluss der Volksschule den Beruf des kaufmännischen Angestellten. 1904 trat er in die Sozialdemokratische Partei Deutschlands (SPD) ein und war zeitweise Funktionär der Arbeiterjugend in Höchst und in Frankfurt am Main. 1907 wurde er zum Militärdienst eingezogen und kehrte 1909 nach Erfurt zurück.
1909 nahm er eine Arbeit als Handlungsgehilfe auf. Mit Beginn des Ersten Weltkriegs 1914 wurde er erneut eingezogen und wurde Heeressoldat im 5. Garderegiment in Berlin-Spandau. Am Ende des Krieges engagierte er sich in der „Bewegung der revolutionären Obleute“ und kam 1918 mit Mitgliedern des Spartakusbunds in Berührung. Nach dem Ende des Krieges und der Novemberrevolution gründete er am 26. Dezember 1918 eine Ortsgruppe des Spartakusbunds in Erfurt. 
Klein war Erfurter Delegierter und Mitglied der Programmkommission des Gründungsparteitags der KPD und wurde im selben Jahr zum Vorsitzenden der KPD Thüringen gewählt. Von 1920 bis Mitte 1922 war er politischer Leiter der KPD-Bezirksleitung Ostpreußen in Königsberg, 1922/23 Sekretär der KPD in Bremen, anschließend bis Mitte 1924 Redakteur des Roten Echos in Erfurt. Er war 1920 Delegierter des II. und 1921 des VII. Parteitags der KPD. 1924 wurde er Mitarbeiter der Arbeiter-Illustrierten Zeitung (AIZ) innerhalb des Münzenberg-Konzerns.
Nach der Machtübernahme der Nationalsozialisten 1933 war Klein weiterhin im Inseratengeschäft tätig. 1938 wurde er verhaftet und im Zuchthaus Luckau festgehalten. 1941 wurde er wegen einer Erkrankung an Flecktyphus entlassen und lebte danach in Langensalza.
Nach der Befreiung vom Nationalsozialismus engagierte er sich im April 1945 für den Neuaufbau einer KPD-Ortsgruppe. Von 1945 bis 1947 war er Vorsitzender des FDGB-Kreisvorstands von Langensalza, danach Referent im Landes- und Bundesvorstand der Gewerkschaft. Zuletzt war Klein Kaderleiter einer Großhandelsfirma in Erfurt. 
Er wurde mit dem Vaterländischen Verdienstorden in Bronze ausgezeichnet.